# 馬斯頓冰川
76°54′S 162°30′E / 76.900°S 162.500°E
馬斯頓冰川（英語：Marston Glacier），是南極洲的冰川，位於維多利亞地的斯科特海岸，流經馬斯頓山和雙指峰，最終注入格蘭納特港，由英聯邦探險隊命名，現時由南極條約體系管理。